# Вандяк, Валерий Иванович
Валерий Иванович Вандяк (род. 9 января 1961) — советский украинский легкоатлет, специалист по стипльчезу и бегу на средние дистанции. Выступал на всесоюзном уровне в 1983—1991 годах, обладатель бронзовой медали Игр доброй воли, победитель Всемирной Универсиады, чемпион СССР, многократный призёр первенств всесоюзного и республиканского значения, участник чемпионата мира в Риме. Представлял Тернополь и Киев.

## Биография
Валерий Вандяк родился 9 января 1961 года. Занимался лёгкой атлетикой в Тернополе и Киеве, выступал за Украинскую ССР, спортивные общества «Авангард», «Буревестник», Профсоюзы.
Впервые заявил о себе на всесоюзном уровне в сезоне 1983 года, когда на соревнованиях в Харькове выиграл серебряную медаль в беге на 3000 метров с препятствиями.
В 1984 году в стипльчезе одержал победу на соревнованиях в Киеве.
В 1985 году в той же дисциплине финишировал девятым на чемпионате СССР в Ленинграде.
На чемпионате СССР 1986 года в Киеве получил серебро, уступив лишь Ивану Коновалову.
В 1987 году стал серебряным призёром на всесоюзных соревнованиях в Сочи, победил на Мемориале братьев Знаменских в Москве. Будучи студентом, представлял Советский Союз на Всемирной Универсиаде в Загребе — с результатом 8:33.23 превзошёл всех соперников в беге на 3000 метров с препятствиями и завоевал золотую награду. Благодаря череде удачных выступлений также удостоился права защищать честь страны на чемпионате мира в Риме — на предварительном квалификационном этапе стипльчеза показал время 8:30.43, чего оказалось недостаточно для выхода в финальную стадию.
В 1988 году был пятым на Мемориале Знаменских в Ленинграде, четвёртым на международном турнире в Портсмуте, завоевал золото на соревнованиях в Киеве и серебро на соревнованиях в Вильнюсе.
В 1989 году взял бронзу на Мемориале Знаменских в Волгограде, одержал победу на чемпионате СССР в Горьком, занял шестое место на Кубке Европы в Гейтсхеде и седьмое место на Всемирной Универсиаде в Дуйсбурге.
В 1990 году стал серебряным призёром на зимнем чемпионате СССР в Челябинске, с личным рекордом 8:28.18 выиграл Мемориал братьев Знаменских в Москве, финишировал седьмым на летнем чемпионате СССР в Киеве, завоевал бронзовую награду на Играх доброй воли в Сиэтле, бежал стипльчез на чемпионате Европы в Сплите.
В июне 1991 года стартовал в беге на 3000 метров с препятствиями на Мемориале братьев Знаменских в Москве.
После распада Советского Союза Вандяк больше не показывал сколько-нибудь значимых результатов в лёгкой атлетике.